# Noel Vásquez
Noel Armando Vásquez Mendoza, né le 19 octobre 1976, est un coureur cycliste vénézuélien. Deuxième du Tour du Guatemala en 2004, il en a été déclassé à la suite d'un contrôle antidopage positif à la nicéthamide, et suspendu deux ans.

## Palmarès
- 2000
  - Tour du Táchira :
    - Classement général
    - 4e et 6e étapes

  - Tour du Trujillo
  - Clásico Virgen de la Consolación de Táriba
- 2001
  - Tour du Táchira :
    - Classement général
    - 6e étape
- 2002
  - 7e et 11e étapes du Tour du Táchira
  - 2e du Tour du Táchira
- 2003
  - Clásico Virgen de la Consolación de Táriba
  - 3e du Tour du Venezuela
- 2008
  -  Champion du Venezuela sur route
  - 5e étape du Tour du Táchira
  - Clásico Virgen de la Consolación de Táriba :
    - Classement général
    - 2e étape (contre-la-montre)

  - 3e du championnat du Venezuela du contre-la-montre
- 2010
  - 3e du Tour du Táchira
- 2011
  - 11e étape du Tour du Táchira[4]
  - Tour du Trujillo
  - 3e du Tour du Táchira

## Classements mondiaux
| Année            | 2008 | 2009 | 2010 | 2011 | 2012 | 2013 |
| ---------------- | ---- | ---- | ---- | ---- | ---- | ---- |
| UCI America Tour | 62e  | 214e | 124e | 106e |      | 293e |